# بسليا
بسليا قرية سورية تتبع ناحية أرمناز في منطقة حارم في محافظة إدلب. بلغ عدد سكانها 924 نسمة في عام 2004 حسب إحصاء المكتب المركزي للإحصاء.